# P. S. Chawngthu
Pahlira Sena Chawngthu (Mizoram, 1922-2005), conocido artísticamente como P. S. Chawngthu, fue un poeta, cantante y locutor de radio indio. Ocupó un cargo en la Fuerza Aérea Militar de la India durante el periodo de la independencia de la India del imperio británico. Más adelante, trabajó en una organización de radiodifusión con una estación de radio llamada Aizawl, perteneciente al "All India Radio". Sus poemas han sido incluidos en un plan de estudios en la "Junta Central de Educación Secundaria" (CBSE). Recibió el premio de la Academia de Letras Mizo de 1999. El Gobierno de India le concedió el cuarto premio civil más alto del "Padma Shri" en 2000. Chawngthu falleció en 2005, a la edad de 83 años.